# (32742) 1978 VB10
1978 VB10 (asteroide 32742) é um asteroide da cintura principal. Possui uma excentricidade de 0.11223170 e uma inclinação de 9.00747º.
Este asteroide foi descoberto no dia 7 de novembro de 1978 por Eleanor F. Helin e Schelte J. Bus em Palomar.